# نادي كومنسي لكرة السلة للسيدات
نادي كومنسي لكرة السلة للسيدات (بالإيطالية: Ginnastica Comense 1872)‏ هو فريق كرة سلة إيطالي للسيدات تأسس في سنة 1872 يقع مقره في كومو. يلعب في الدوري الإيطالي لكرة السلة للسيدات.

## الإنجازات
- الدوري الأوروبي لكرة السلة للسيدات
  - 1994، 1995
- الدوري الإيطالي لكرة السلة للسيدات
  - 1950، 1951، 1952، 1953، 1991، 1992، 1993، 1994، 1995، 1996، 1997، 1998، 1998، 1999، 2002، 2004
- كأس السوبر الإيطالية لكرة السلة للسيدات
  - 1996، 1998، 1999، 2000، 2001، 2004

## وصلات خارجية
- الموقع%20الرسمي